# بريان بندر
بريان بندر (بالإنجليزية: Bryan Bender)‏ هو صحفي أمريكي، ولد في 1972.